# The Rage (Britse band)
The Rage was een Britse band, samengesteld door de producenten Barry Leng en Duncan Hannant, drummer Hans Greeve en de zangers Tony Jackson (1992–1993) en Steve Lee (1995). De band werd in Duitsland En-Rage genoemd om verwarring te voorkomen met de Duitse band Rage.

## Bezetting
Studio
- Tony Jackson (zang)
- Steve Lee (zang)
- Hans Greeve (drums)
- Barry Leng (producent)
- Duncan Hannant (producent)

Live
- Tony Jackson (zang)
- Steve Lee (zang)
- Jeffrey Sayadian (gitaar)
- Angela Lupino (basgitaar)
- Toby Sadler (keyboards, piano, achtergrondzang)
- Pierson Grange (drums)

## Geschiedenis
In 1992 bracht de band een dance-coverversie uit van Run to You van Bryan Adams, die de Britse singlecharts haalde (#3). De daaropvolgende singles, met inbegrip van een dance-remake van House of the Rising Sun, deed het minder in de charts. In 1993 werd het album Saviour uitgebracht.
Zanger Tony Jackson, die voorheen achtergrondzang had gedaan voor Billy Ocean, Amii Stewart en Paul Young , overleed in juni 2001.

## Discografie

### Singles
- 1992:	Run to You
- 1992: Be Yourself
- 1992: Run to You (heruitgebracht)
- 1993:	Why Don't You
- 1993: House of the Rising Sun
- 1993: Give It Up
- 1995:	My Cryings Done

### Albums
Studioalbums
- 1993: Saviour

Compilatiealbums
- 2010: Run to You – The Essential (alleen digitaal)